# Shorea johorensis
Shorea johorensis (ngôn ngữ bản địa thường gọi là seraya majau hoặc meranti majau) là một loài của thực vật thuộc họ Dipterocarpaceae. Đây là một cây gỗ lớn cao trung bình 65 m. Mẫu cao nhất ghi được là 82,4 m tại Vườn quốc gia Tawau Hills, ở Sabah trên hòn đảo Borneo. Loài này có ở Indonesia (Borneo và Sumatra) và Malaysia.